# Daljinsko mjerenje
Daljinsko mjerenje ili telemetrija je mjerenje pri kojem je osjetnik (senzor) na mjernome mjestu odvojen, a često i udaljen od pokaznika ili zapisivača, a primjenjuje se kada je mjerno mjesto nedostupno ili neprikladno za izravno mjerenje. Udaljenost između mjernoga mjesta i pokaznika može biti velika (mjerenja s pomoću svemirskih letjelica), ali i razmjerno mala kada se mjeri u odvojenom prostoru (u onečišćenim prostorima, na mjestu s visokom temperaturom, na pokretnim predmetima) ili u unutrašnjosti ljudskog tijela, strojeva i slično. Mjerni se podatci mogu prenositi mehanički, električki ili elektromagnetskim zračenjem. Danas je taj prijenos najvećim dijelom radiofrekvencijski, i to u digitalnom obliku, jer se tako postiže najveća vjernost prijenosa podataka i na velike udaljenosti, gotovo bez smetnji i izobličenja.
Osjetnik, koji se nalazi na mjernome mjestu, može za mjerenje neelektričnih veličina biti ujedno i pretvornik ili se uz njega nalazi pretvornik informacije u električni oblik. Pri radijskom prijenosu, iza osjetnika slijedi modulator ili analogno-digitalni pretvornik te odašiljač, a na prijamnome mjestu prijamnik i obrađivač informacije u izlazni oblik (pokazivanje, zapisivanje, memoriranje i slično).
Daljinska se mjerenja ne primjenjuju samo za mjerenje, nego i za nadzor i daljinsko upravljanje, i to kao povratna veza u proizvodnim procesima ili upravljačkim odlukama i naredbama prema izvršnim uređajima. U mnogim suvremenim primjenama daljinski izmjereni podatci služe kao ulazne informacije ili naredbe računalnih programa za automatsko upravljanje i nadzor proizvodnih i drugih procesa.

## Naoblaka
Visina podnice oblaka najčešće se određuje vizualno prema veličini oblačnih elemenata, odnosno prema visokim predmetima i brdima u bližoj i daljoj okolici motritelja. Instrumentalno mjerenje podnice oblaka obuhvaća mjerenje pomoću malih (plafonskih) balona, mjerenje odraza snopa svjetlosti od oblaka i mjerenje radarom. U prvom slučaju mjeri se vrijeme potrebno da balon poznate brzine dizanja (obično 100 m/min) dosegne podnicu oblaka. Telemetri mjere vrijeme dok okomito usmjereni kratkotrajni snop svjetlosti dosegne podnicu oblaka i dok se njegov odraz vrati na osjetljivu fotoćeliju. Najmodernije izvedbe takvih instrumenata koriste se laserskim zrakama, a visina se podnice oblaka registrira na pisalu i pokazuje na digitalnom pokazivalu. 

## Raketna mjerenja
Istraživačke meteorološke rakete nose u prednjem dijelu mjerne instrumente i telemetrijske uređaje za daljinsko mjerenje, a u stražnjem dijelu rezervoar s gorivom i komoru za izgaranje. Raketa se obično ispaljuje gotovo okomito s brzinom od 5 do 6 macha. Ruska meteorološka raketa ima u šiljku nosa elektronske termometre, manometre, instrumente za mjerenje Sunčeva zračenja, fotografski aparat i telemetrijski uređaj za prijenos podataka na Zemlju. U SAD glavna pažnja nije posvećena direktnom mjerenju temperature, koja je funkcija mnogih čimbenika, već mjerenju tlaka zraka ili gustoće zraka, pa se iz tih podataka proračuna temperatura zraka. S raketa se mogu izbaciti na različitim visinama, obično u razmacima od po 5 kilometara, male granate, kojima se eksplozije bilježe (registriraju) na Zemlji. Iz razlike vremena proteklog između eksplozije i nadolaska zvučnog vala na Zemlju određuje se brzina zvuka, a odatle srednja temperatura i srednji vjetar u sloju između tla i razine eksplozije granate. Učinci vjetra i temperature mogu se međusobno razlučiti, pa se vjetar i temperatura zasebno određuju. Za mezosferu dobivaju se ovom metodom relativno točni podaci (± 10 °C i ± 5 m/s).

## Automatska meteorološka postaja
Automatska meteorološka postaja provodi mjerenja glavnih meteoroloških pojava (elemenata), stalno (kontinuirano) ih zapisuju na magnetske zapise i javljaju radijskim ili žičanim putem sabirnim središtima. Pomorske postaje na kopnu i brodovima provode program sinoptičkih postaja s težištem opažanja stanja mora. Automatske postaje na moru, na usidrenim ili pokretnim plutačama, javljaju ne samo meteorološke već i oceanografske podatke (visinu valova, temperaturu mora, morske struje i drugo).Automatska meteorološka postaja služi za mjerenje osnovnih meteoroloških pojava (elemenata) na teško pristupačnim i nenaseljenim mjestima, na zračnim lukama, nuklearnim elektranama i plutačama kao automatski telemetrijski sustavi (daljinsko mjerenje). 